# Загальні вибори в Індії 2019
Загальні вибори в Індії 2019 року проходили в сім етапів з 11 квітня по 19 травня 2019 року, щоб скласти 17-й Лок Сабха. Підрахунок голосів відбудеться 23 травня, і в той же день будуть оголошені результати. Біля 900 мільйонів громадян Індії мають право голосу на одному з семи етапів, залежно від регіону.
Вибори до парламентів штатів Андхра-Прадеш, Аруначал-Прадеш, Одіша та Сіккім проводяться у той же час з загальними виборами.

## Результати
Підрахунок голосів був зроблений 23 травня 2019. Згідно з результатами, що були опубліковані Виборчою комісією Індії, позиції партій для усіх 542 округів наступні:

Карта що показує результати для передвиворчих альянсів

| 353 | 92  | 97   |
| НДА | ОПА | Інші |